# Warning (SS501)
Warning (경고?, Gyeonggo) è il singolo di debutto della boy band sudcoreana SS501, pubblicato il 5 giugno 2005 per il mercato coreano. Il singolo è stato dapprima pubblicato in formato CD ed in seguito in versione digitale con una copertina differente.

## Tracce
CD singolo
1. Gyeonggo (경고; Warning)
2. Passion
3. Never Again
4. Take U High
5. Everything
6. Everything (instrumental)